# فالتر فون رايخيناو
المارشال فالتر فون رايخيناو (بالألمانية: Walther von Reichenau) قائد عسكري ألماني خلال الحرب العالمية الثانية وحاصل على رتبة المشير (بالألمانية: Generalfeldmarschall) في 19 يوليو 1940 بعد نجاحه في قيادة الجيش السادس لغزو بلجيكا وفرنسا، وُلد في 8 أكتوبر 1884 بكارلسروه بالإمبراطورية الألمانية وتوفي قبل نهاية الحرب في بولتافا بأوكرانيا السوفيتية بالاتحاد السوفيتي أثناء نقله بطائرة خاصة إلى لايبزيغ بعد تعرضه لنزف دماغي، وإن تحيط الشكوك حول ملابسات وفاته ما إذا كانت الوفاة ناتجة عن حالته الصحية المتدهورة أو لإصابة الطائرة على يد قوات الدفاع الجوي السوفيتية أو تصفيته جسديا من قِبل الغيستابو.

## مطبوعات
- William Craig, Enemy at the Gates (Victoria: Penguin, 2000)
- Walter Görlitz, "Reichenau," in Correlli Barnett ed., Hitler's Generals (New York: Grove Weidenfeld, 1989), pp. 208–18.
- Scherzer, Veit (2007) (in German). Ritterkreuzträger 1939–1945 Die Inhaber des Ritterkreuzes des Eisernen Kreuzes 1939 von Heer, Luftwaffe, Kriegsmarine, Waffen-SS, Volkssturm sowie mit Deutschland verbündeter Streitkräfte nach den Unterlagen des Bundesarchives. Jena, Germany: Scherzers Miltaer-Verlag. ISBN 978-3-938845-17-2.

## وصلات خارجية
- فالتر فون رايخيناو على موقع الموسوعة البريطانية (الإنجليزية)
- فالتر فون رايخيناو على موقع مونزينجر (الألمانية)
- فالتر فون رايخيناو على موقع إن إن دي بي (الإنجليزية)
- فالتر فون رايخيناو على موقع أوليمبيديا (الإنجليزية)

- "وسام رايخيناو" وثيقة من 12 أكتوبر 1941 (بالألمانية)

- ترجمة إنكليزية لاستحقاق "وسام رايخيناو"
- السيرة الذاتية من موقع DHM.de (بالألمانية)

| مناصب عسكرية | مناصب عسكرية                                      | مناصب عسكرية                         |
| ------------ | ------------------------------------------------- | ------------------------------------ |
| سبقه لا أحد  | قائد الجيش العاشر 6 أغسطس 1939 - 10 أكتوبر 1939   | تبعه الجنرال هاينريتش فون فايتينغهوف |
| سبقه لا أحد  | قائد الجيش العاشر 10 أكتوبر 1939 - 29 ديسمبر 1941 | تبعه الجنرال فريدريتش باولوس         |